# Henri Ey
Henri Ey (Banyuls-dels-Aspres, 10 agosto 1900 – Banyuls-dels-Aspres, 8 novembre 1977) è stato uno psichiatra e psicoanalista francese, conosciuto per aver cercato un rapporto tra psichiatria e psicoanalisi.

## Biografia
Scrittore fecondo (la sua bibliografia conta quasi 500 titoli), figura centrale nel panorama mondiale della psichiatria, è molto noto in Italia per il suo Trattato di psichiatria (in collaborazione con Bernard e Brisset, edito da Masson 1980).
La sua concezione della psichiatria gravita intorno al concetto di organodinamismo (in francese organodynamisme), un approccio che cerca di integrare i contributi della psichiatria, della psicoanalisi e della neurofisiologia (ereditarietà, fisiopatologia, neuromediatori cerebrali etc.), seguendo la corrente di pensiero che si rifà al celebre John Hughlings Jackson. Il suo lavoro più conosciuto ed esplicativo di tale teoria resta Le Traité des hallucinations (1973).
I rapporti con la psichiatria del Giappone sin dagli anni '30 sono molto indicativi di questo suo desiderio di integrazione tra i vari aspetti dei problemi psichiatrici, tanto che secondo Fuyuhiko Furukawa (del Women's Medical College de Tokyo), "Henri Ey è uno degli psichiatri più conosciuti in Giappone".